# Parafia św. Jadwigi Królowej w Jagielle
Parafia św. Jadwigi Królowej w Jagielle – parafia rzymskokatolicka, znajdująca się w archidiecezji przemyskiej, w dekanacie Przeworsk I. 

## Historia
W 1853 roku w Jagielle było 673 wiernych. W 1924 roku Mała Jagiełła i Niechciałka została przydzielona do nowo powstałej parafii Wólka Pełkińska. W 1938 roku w Jagielle było 980 wiernych należących do parafii w Gniewczynie Łańcuckiej i 290 wiernych w Niechciałkach należących do parafii w Wólce Pełkińskiej. 
W 1957 roku podjęto decyzję o budowie kościoła, ale z powodu sytuacji politycznej nie udało się tego zamiaru zrealizować. W 1979 roku zaadaptowano budynek dawnej remizy strażackiej na kaplicę mszalną. 4 listopada 1979 roku bp Tadeusz Błaszkiewicz poświęcił kaplicę, w której następnie odprawiano msze święte. 
W 1981 roku pozwolenie na budowę nowego kościoła. W latach 1981–1982 zbudowano murowany kościół, według projektu arch. inż. Romana Gorczycy i konstruktora inż. Władysława Jagiełły. 7 listopada 1982 roku bp Ignacy Tokarczuk poświęcił kościół pw. św. Jadwigi Królowej. 
1 lipca 1983 roku została erygowana parafia, z wydzielonego terytorium parafii Gniewczyna Łańcucka. 9 listopada 2008 roku odbyła się konsekracja kościoła, której dokonał abp Józef Michalik. 9 czerwca 2018 roku poświęcono kaplicę pogrzebową.
Na terenie parafii jest 815 wiernych.
Proboszczowie parafii:
1983–2017. ks. kan. Eugeniusz Wielgosz.
2017–2023 ks. Józef Machaj.
2023– nadal ks. Marek Dec.
Duchowni pochodzący z terenu parafii:
- ks. Jan Matyja (1930 – Jagiełła).
- o. Martynian Wojciech Darzycki bernardyn (1943 – Jagiełła).
- ks. Andrzej Piasecki (1949 – Jagiełła).
- ks. prał. Stanisław Turek (1960 – Jagiełła).
- ks. prał. Bolesław Pilek (1961 – Jagiełła).
- o. Józef Darzycki benedyktyn-misjonarz (1974 – Jagiełła).
- o. Jan Pilek webista (1979 – Jagiełła).
- ks. Edward Sznaj (1982 – Jagiełła).
- ks. Marian Jagieła (1985 – Jagiełła).